# Сабухи Гусейнов
 Гусейнов, Сабухи  (азерб. Səbuhi Hüseynov Азербайджан) — азербайджанский бадминтонист. Третий призёр чемпионата Азербайджана, чемпион Азербайджана в миксте (2019, с Зульфиёй Гусейновой), член сборной Азербайджана на командном чемпионате Европы. Участник международных соревнований в Болгарии в 2019 году.